# Supercoppa italiana 2016 (pallacanestro maschile)
La Supercoppa italiana 2016, denominata per ragioni di sponsorizzazione Macron Supercoppa 2016, fu la 22ª supercoppa italiana di pallacanestro maschile.
Si tenne il 24 e il 25 settembre 2016 al Mediolanum Forum di Assago e vide impegnate le seguenti quattro squadre:
- Olimpia Milano (campione d'Italia 2015/16 e vincitrice della Coppa Italia 2016)
- Pallacanestro Reggiana (2ª classificata nella Serie A 2015/16)
- Scandone Avellino (3ª classificata nella Serie A 2015/16 e finalista della Coppa Italia 2016)
- Vanoli Cremona (4ª classificata nella Serie A 2015/16)

## Tabellone
|  | Semifinali | Semifinali        | Semifinali |                   |    | Finale         | Finale | Finale |  |
|  |            |                   |            |                   |    |                |        |        |  |
|  | 1          | Olimpia Milano    | 109        |                   |    |                |        |        |  |
|  | 1          | Olimpia Milano    | 109        |                   |    |                |        |        |  |
|  | 4          | Vanoli Cremona    | 87         |                   |    |                |        |        |  |
|  | 4          | Vanoli Cremona    | 87         |                   | 1  | Olimpia Milano | 90     |        |  |
|  |            |                   |            |                   | 1  | Olimpia Milano | 90     |        |  |
|  |            |                   | 3          | Scandone Avellino | 72 |                |        |        |  |
|  | 3          | Scandone Avellino | 3          | Scandone Avellino | 72 | 74             |        |        |  |
|  | 3          | Scandone Avellino |            |                   |    |                |        |        |  |
|  | 2          | Pall. Reggiana    | 72         |                   |    |                |        |        |  |

## Semifinali
| Assago 24 settembre 2016, ore 18:15 UTC+2 | Scandone Avellino | 74 – 72 (19-22, 40-41, 51-58) referto                                                                                         | Pall. Reggiana | Mediolanum Forum |
| \| \| \| \| \| Ragland 18 Randolph 16 Thomas 15 \| Punti \| 18 Polonara 14 Della Valle 13 Aradori \| \| Green 6 \| Assist \| 4 Gentile \| \| Leunen 8 \| Rimbalzi \| 7 Polonara \| \| 1 Ragland• 10 Leunen• 12 Cusin• 32 Obasohan• 55 Thomas 0 Zerini• 4 Green• 7 Strumia• 19 Severini• 20 Randolph• 44 Fesenko• 57 Parlato \| Formazioni \| 4 Aradori• 6 Polonara• 9 De Nicolao• 14 Cervi• 18 Gentile 5 Needham• 7 James• 8 Della Valle• 10 Bonacini• 15 Lešić• 20 Vigori \| \| Stefano Sacripanti \| Allenatori \| Massimiliano Menetti \| |                   | |                |                  |
| |                   | |                |                  |
| Ragland 18 Randolph 16 Thomas 15 | Punti             | 18 Polonara 14 Della Valle 13 Aradori                                                                                         |                |                  |
| Green 6 | Assist            | 4 Gentile |                |                  |
| Leunen 8 | Rimbalzi          | 7 Polonara |                |                  |
| 1 Ragland• 10 Leunen• 12 Cusin• 32 Obasohan• 55 Thomas 0 Zerini• 4 Green• 7 Strumia• 19 Severini• 20 Randolph• 44 Fesenko• 57 Parlato | Formazioni        | 4 Aradori• 6 Polonara• 9 De Nicolao• 14 Cervi• 18 Gentile 5 Needham• 7 James• 8 Della Valle• 10 Bonacini• 15 Lešić• 20 Vigori |                |                  |
| Stefano Sacripanti | Allenatori        | Massimiliano Menetti |                |                  |

| Arbitri: | Weidmann (Roma) Bettini (Bologna) Baldini (Firenze) |

| |            | |
| Simon 18 Sanders 17 Hickman 15 | Punti      | 18 Turner 14 Mian 12 Gaspardo                                                                                          |
| Kalnietis 6 | Assist     | 3 Holloway, Turner |
| Pascolo 7 | Rimbalzi   | 5 Biligha |
| 5 Gentile• 9 Kalnietis• 11 Raduljica• 14 Pascolo• 43 Simon 1 McLean• 7 Hickman• 12 Dragić• 20 Cinciarini• 21 Sanders• 23 Abass• 30 Cerella | Formazioni | 19 Biligha• 31 Turner• 33 O. Thomas• 35 T. Thomas• 55 Holloway 6 Amato• 7 Mian• 10 Gaspardo• 18 Wojciechowski• 32 York |
| Jasmin Repeša | Allenatori | Cesare Pancotto |

## Finale
| Arbitri: | Seghetti (Livorno) Weidmann (Roma) Bettini (Bologna) |

|                               |            |                                            |
| Simon 25 Hickman 15 Dragić 11 | Punti      | 18 Ragland 12 Obasohan 10 Randolph, Thomas |
| Simon 8                       | Assist     | 2 cinque giocatori                         |
| Dragić 7                      | Rimbalzi   | 5 Cusin, Obasohan                          |
| Jasmin Repeša                 | Allenatori | Stefano Sacripanti                         |